# Belgrandiella kuesteri
Belgrandiella kuesteri е вид охлюв от семейство Hydrobiidae.

## Разпространение
Видът е разпространен в Словения.